# シャープ亀山工場
座標: 北緯34度52分15秒 東経136度24分20秒 / 北緯34.870962度 東経136.40551度
シャープ亀山工場（シャープかめやまこうじょう）は、三重県亀山市にある電機メーカーシャープの工場。JR亀山駅の西、5kmに位置する。

## 概要
2004年から2012年にかけて展開された「世界の亀山」ブランドの液晶テレビの生産で知られたが、2012年からはスマートフォン（特にiPhone）用のIGZOディスプレイが主力となっていた。「世界の亀山」ブランドは2012年に廃止されたものの、亀山工場における液晶テレビの生産自体は2017年まで続けられた。
同じ敷地内に第1工場と第2工場が存在する。中空の渡り廊下でつながっているが、第1工場に設置されたApple社のオフィスにつながる通路があるため、シャープ社員の立ち入りが一部区間で禁止されている。
「世界の亀山」テレビで有名になった亀山第1工場は市況の悪化により2009年に操業を停止したが、Apple社の支援により2011年よりスマホ用パネル工場に生まれ変わった。その際のApple社との契約により、2011年から2015年にかけてはiPhone専用の液晶パネル工場となっており、2010年代前半には「iPhone」という一つの製品の売れ行きに左右される不安定な経営によってシャープの経営悪化の原因の一つとなったが、2015年より工場を「Apple専属」ではなく「Apple最優先」に契約を切り替え、Apple以外のメーカーのスマホ向けパネルの他、車載向けパネルやカメラモジュールなど幅広い製品を製造するようになり、経営も安定した。2021年にシャープ・Apple連合がJDI白山工場を買収し、iPhone用パネルの製造が白山工場に集約されたことにより、その後の第1工場ではiPhone用カメラモジュールが主力となっていたが、シャープは2024年にカメラモジュール事業を売却する方針を発表した。
同じく「世界の亀山」テレビを製造していた亀山第2工場も2011年に操業を停止したが、2012年よりIGZOパネルを製造するタブレット向けパネル工場に生まれ変わった。大口顧客であるApple社のiPad向けの他、パソコンやスマホ向けの中小型向けパネルを中心として安定した生産を続けていたが、2024年にシャープが液晶事業の大幅な縮小を決定したことにより、生産規模を段階的に縮小する方針を示している。

## 歴史

### 液晶テレビ工場として設立
IT不況下の2002年2月に、三重県の企業誘致政策により、135億円（三重県90億円+亀山市45億円）の補助金とともに誘致された。その後の景気回復のシンボルとして、また、世界初となる最新鋭の液晶テレビの一貫生産工場として話題を集め、テレビなどでのCMでも大々的に紹介された工場である。亀山工場ができるまでは、同じく三重県にある多気町の三重工場が液晶の主力工場であった。
2004年より、シャープは亀山工場で生産されたテレビを「世界の亀山」ブランドで大々的に売り出し、大いに売れた。当時液晶テレビは大型化が難しく、プラズマテレビと競合していたが（有機ELパネルはまだ存在せず）、液晶側の技術革新により徐々に優位に立った。当時は液晶と言えばシャープの時代であり、地デジ化の買い替え需要もあり安泰と思われた。

### 不振
亀山工場への集中投資を行ったシャープだが、2008年にリーマン・ショックが襲い、さらに東アジア企業の猛追を受け業績が悪化。
2009年に大阪府堺市堺区において亀山工場の3.8倍の面積のシャープでは最大規模の堺工場が稼動を開始し、液晶テレビの主力工場は亀山工場より堺工場に移った。加えて世界的な景気後退に伴い、亀山第1工場は2009年初頭より操業を停止。生産施設をすべて中国企業に売却し、建屋のみが残った状態となった。莫大な補助金を投入した工場が、わずか6年で操業停止して設備を売却と言う事態に、シャープは県から補助金約6億4000万円の返還を求められた。
2007年にアップルがiPhoneを発売し、スマホ時代が到来した。スマホ用小型液晶ディスプレイの技術競争が盛んになる一方で、シャープのテレビ用大型液晶ディスプレイは競争力を失い、第2工場も2012年に一時的に操業を休止し、堺工場とともに鴻海グループに売却する話が出るなど苦しい状態が続いた。亀山工場の操業とともに地方交付税の不交付団体となった亀山市は、操業不振で再び地方交付税の交付団体に転落した。

### スマホ用ディスプレイ工場へ
2011年、シャープは第1工場に約1000億円を投資し、iPhone用ディスプレイの専用工場として生まれ変わった。投資額の多くをAppleが実質的に負担したため、第1工場は製造設備自体がアップルの所有物であり（建屋はシャープの所有物）、iPhone用のディスプレイ以外が製造できないなど、事実上のアップルの下請け状態にある。そのため、iPhoneの売れ行きが亀山第1工場の操業度に、ひいてはシャープ全体の業績を左右するほどになっている。第1工場にはアップルのオフィスがあり、シャープ社員ですら立ち入りできない区画がある。iPhoneは販売台数が多いため大きな利益が得られるが、逆にiPhoneの販売台数が少ないとシャープの経営が傾くというデメリットがあり、またアップルはiPhoneの売れ行きに合わせて週単位で細かく生産調整をするため、長期的な生産台数が読めないというデメリットがあった。
2011年4月、東日本大震災後の工業用ガス不足を口実に、亀山第2工場が堺工場とともに稼働を停止した。しかし、実際の理由は過剰在庫で、本当は地震の発生した3月11日より前から稼働を停止していたという。そんな中、2011年、亀山第2工場にて新開発のIGZOディスプレイの試験生産が開始され、2012年にはIGZOディスプレイの量産が開始された。当初シャープはIGZOをApple社のiPadに回したため他社の需要が伸びず、安価で高品質な製品を開発したにもかかわらずアップルの需要に翻弄されて経営が極めて悪化したが、中国の中小スマホメーカーなど新規顧客の獲得に走り回った結果、2013年後半からはIGZOの人気や任天堂の3DS LL用ディスプレイの人気などで高い稼働率が続き、液晶事業が久しぶりに黒字になるなどシャープの復調を印象付けた。
このような経緯で、亀山工場は競争力を失ったテレビ用大型液晶から高収益の得られる中小型液晶ディスプレイ工場への移行に成功した。2012年には亀山工場におけるテレビの生産を大きく縮小し、「世界の亀山」ブランドを廃止。以降はスマートフォンや携帯ゲーム機用の中小型液晶ディスプレイが主力となった。しかし、亀山第1工場のようなアップル専属契約を結んでいない亀山第2工場でも、大口顧客であるアップル社の動向に左右されるのはいかんともしがたく、2012年から2013年にかけてはシャープの経営危機とアップルの苦戦が重なり、第1・第2工場ともに稼働率が低下して非常に苦しい状態が続いた。
2012年に堺工場が鴻海グループに入ったため、亀山工場が再び「液晶のシャープ」の主力工場となった。2014年上半期の中国スマホメーカー向けの出荷量は前年同期比4倍、9月には中小型液晶の比率が50%、第2工場の稼働率が100%に達した。2012年頃のシャープの経営危機は、アップルと言う大口顧客・単一製品への依存が招いたという反省から、第2工場ではIGZO以外にも多様な製品の生産を行っており、また2014年7月には第1工場でもアップル以外への供給が行えるようにアップル所有のラインを買収する交渉が開始された。最終的に、第1工場のラインの買収は破談となったものの、「アップル専属」ではなく「アップル最優先」という契約でまとまった。

### シャープの経営悪化、鴻海傘下へ
しかし2014年9月以降には一転して液晶の競争激化などのため中国スマホメーカー向け中小型液晶の出荷が落ち込み、2年ぶりに稼働率とシャープの経営が悪化。LTPS（低温ポリシリコン）や高精細化などの最先端技術を身に着けつつある中国液晶パネルメーカーの価格攻勢、有機ELに傾注しつつある韓国メーカーの中、もはやIGZOなどシャープの液晶技術はそれほど評価されず、同じ日本のジャパンディスプレイと廉売による市場の奪い合いが起き、特に中国スマホシェア1位のシャオミ社の受注をジャパンディスプレイに取られたことが大きかったとされる。一度は減らしたテレビ向け大型液晶を稼働率維持のために増産せざるを得ない状況となった。
2015年4月、ついに亀山工場の分社化が報じられた。2015年代後半には中国スマホ市場の成熟のために成長率が鈍化し、iPhone単一への依存は抜けだしたもののiPhoneに加えてシャオミなど中国で人気のスマホに結局は依存している状態のシャープの液晶事業と、それに代わる柱が見つけられずに相変わらず液晶事業に依存しているシャープの経営がさらに悪化。シャープは本社ビルの売却に続いて亀山工場を含めたシャープの液晶事業も売却する方針で、堺工場を経営する鴻海、亀山工場の大口顧客であるアップル、液晶事業でライバルのジャパンディスプレイ、シャープの液晶事業をジャパンディスプレイと合併させて「日の丸液晶連合」の設立を画策する産業革新機構などが交渉を行っていたが、最終的に鴻海がシャープをグループごと買収することとなり、2016年3月に亀山工場を含めたシャープ全体を3888億円で買収した。

### テレビ事業の大幅縮小、液晶の最先端開発拠点へ
2017年のiPhone XよりiPhoneが有機ELに移行し、業界全体としても液晶から有機ELにシフトし始めたが、シャープを含む鴻海グループは有機ELパネルの開発に出遅れ、依然として液晶が主力だった。シャープは2019年以降の量産を目指して有機ELの開発を進める一方で、世界初となる8K液晶テレビ「AQUOS 8K」を発売するなど液晶事業にも大きな投資をしていた。そのなかで、亀山工場は液晶パネル工場としては依然として世界最先端であることには変わりなく、「液晶分野で一番重要な拠点」と位置付けられ、2017年度の黒字転換を目指して液晶パネルの量産が行われ、それと並行して有機ELの開発が行われた。ただし亀山工場でiPhone用有機ELパネルの量産を行う予定はなく、鄭州にある鴻海のiPhone組み立て工場（富士康鄭州工場）に併設するiPhone向け有機ELパネル工場を2018年に建設し、2019年より有機ELの本格量産を開始するという予定を立てていた。最終的に、シャープは有機ELの開発には成功したものの、堺工場における自社製品向けの小規模量産に留まり、外販はなされないまま、堺工場は2024年に閉鎖された。シャープは堺工場の閉鎖と液晶事業の大幅縮小を表明する2024年まで液晶事業に依存し続けた。
2017年時点で、亀山工場と矢板工場で行われているシャープのテレビの生産台数は計数十万台とみられており、生産施設の老朽化が進んで採算が悪化していた。特に亀山工場は、2017年時点で稼働中の液晶パネル施設としては世界最古となる。そのためシャープは、手作業での組み立てが多いテレビなどのアッセンブリーラインは全面的に鴻海などの海外工場に委託する方針を2017年に固めたが、国内工場はスマートファクトリー化（全自動化）を前提に、一部の液晶テレビ生産を残す方針。亀山工場では45型テレビの全自動生産ラインの設置が検討されていた。しかし最終的に、テレビ用大型パネルの生産は堺工場に集約された。
かつてiPhone用ディスプレイ専用工場だった第1工場でも、産業用8Kパネルや車載用パネルなどの多彩な製品が製造されるようになり、堅調に推移。一時的に経営も良くなった。
2017年10月発売の「iPhone X」より、iPhoneに有機EL採用モデルが登場。以後、iPhoneにおける液晶搭載モデルのラインナップが縮小していくが、有機ELディスプレイの開発で乗り遅れたシャープは、亀山工場でiPhone用の有機ELディスプレイを製造するわけにいかず、代わりにiPhone用カメラモジュールを製造する方針を取った。
亀山工場は、シャープの経営が悪化してから人員がリストラされる一方だったが、2017年7月、スマホ用カメラモジュールの製造に向けて、亀山工場の人員を増強する方針を発表。しかし雇用は不安定で、2017年12月には外国人3000人を含む約4000人が雇い止めとなり、労働組合とトラブルになった。
2020年8月、シャープ・アップル連合はジャパンディスプレイ（JDI）からJDI白山工場を買収することを発表。買収に伴い、2021年8月、iPhone用パネルの製造は亀山第1工場から白山工場に集約された。

### 液晶事業を大幅に縮小
2020年度にコロナ禍の「巣ごもり需要」により黒字化したシャープの液晶事業は、コロナ明けの2022年度以後に再び赤字に陥る。2024年に至るまで、シャープは液晶事業への依存を脱却できていなかったが、その結果、2022年度は2608億円、2023年度は1499億円という、莫大な赤字を出した。2024年5月、巨額の赤字に耐えかねた銀行からの圧力で、シャープは堺工場に集約されていたテレビ用大型パネルの生産から撤退するなど、液晶事業を大幅に縮小する方針を発表した。
亀山工場自体は2024年時点で、第1工場は車載向けパネルや電子部品の生産を中心に、第2工場はパソコンやスマートフォン向けの中小型パネルの生産を中心に、それぞれ堅調だったが、シャープは亀山工場の液晶事業も縮小することを発表。また、半導体事業及びカメラモジュール事業の売却を発表。亀山工場におけるiPhone用カメラモジュールの生産は2023年発売のiPhone 15が最後となり、2024年に終了した。2026年までに第2工場を鴻海精密工業に売却する。

## 立地
シャープ亀山工場は亀山市内の亀山関テクノヒルズ工業団地内に立地する。付近には東名阪自動車道や名阪国道、国道1号などが接続する亀山ICがある。亀山ICからは伊勢自動車道とも、さらに2008年2月には東名阪自動車道亀山JCTを介して新名神高速道路とも接続されるなど、道路交通の便に優れた地域である。また、天理研究所と三重工場との連携も考慮されている。

## 沿革
- 2002年（平成14年）
  - 2月14日 - シャープ、三重県亀山市への進出を発表。立地面積は10万坪(33ha)。投資額1000億円(第1工場第1、2期ライン分)。
  - 9月10日 - 第1工場の起工式を挙行。
- 2003年（平成15年）5月 - 第1工場建屋完成。試験生産を開始。
- 2004年（平成16年）
  - 1月8日 - 第1工場（第6世代パネル採用）本格稼動。
  - 7月28日 - 第1工場第2期ライン稼動。
- 2005年（平成17年）
  - 1月7日 - 内閣総理大臣小泉純一郎（当時）が工場を視察。
  - 1月12日 - 第2工場の建設が発表される。投資額1500億円。完成予定2006年10月。
  - 春 - 第1工場第3期ライン稼動。投資額350億円。
  - 7月1日 - 第2工場着工。
- 2006年（平成18年）
  - 1月6日 - 第1工場の設備増強を発表。投資額150億円。完成予定2006年4月。
  - 1月11日 - 第2工場第2期ライン前倒しを発表。投資額2000億円。
  - 3月 - 第1工場及び第2工場屋上に太陽光発電システムを設置。出力は5,220kWで同一エリア内に設置されたものとしては朝霞浄水場の1,200kWを抜いて国内最大(世界第2位)。
  - 8月 - 第2工場（第8世代パネル採用）稼動。
- 2007年（平成19年）
  - 1月 - 第2工場第2期ライン稼動。
  - 4月15日 - 正午過ぎに発生した三重県中部地震によりラインが緊急停止。点検後、午後3時過ぎに生産を再開。亀山市では震度5強を記録していたが、幸いケガ人の発生や設備の被害は無かった。
  - 7月 - 第2工場に隣接する調整池に世界最大のフロート型太陽光発電システムを設置。出力は200kW。
    - 第2工場第3期ライン稼動。
- 2008年（平成20年）
  - 7月 - 第2工場第4期ライン稼動予定。マザーガラスの投入能力、月産9万枚へ。
  - 12月 - 世界的な景気低迷の影響により、工場稼働以来初の減産を実施。
- 2009年（平成21年）
  - 1月 - 第1工場操業停止。
  - 8月31日 - 休止中の第1工場の設備売却(中国系新会社向け)を発表。南京中電熊猫信息産業（CEC）グループに売却。
  - 9月 - 売却対象のうち補助金で購入した設備に関し、三重県が条例に基づき補助金の一部返還を求める方針を決定。
- 2011年（平成23年） - アップルが第1工場に1000億円を投資し、iPhone用ディスプレイ用ラインを新設。
- 2012年（平成24年）
  - 4月 - 5月 - 液晶の販売不振に伴い第2工場も一時操業停止。
  - 後半 - 第1工場のiPhone用ディスプレイ用ラインが本格稼働。
  - 9月 - 第2工場で生産されたIGZOディスプレイを史上初めて搭載したAQUOS PHONE、SH-02E発売。
- 2013年（平成25年）
  - 前半 - iPhone 5の販売不振で第1工場の稼働率が大幅に下がる。
  - 9月 - IGZOディスプレイや3DS LLが好調で、第2工場の稼働率が80%に達する。これを受け、7-9月期におけるシャープの液晶事業が、4半期としては2年ぶり黒字化。
- 2014年（平成26年）
  - 前半 - 亀山第2工場の稼働率が100%に達する。
  - 9月 - 稼働率が悪化
- 2016年（平成28年）
  - 3月 - 鴻海グループに買収される。
- 2020年（令和2年）
  - 10月 - シャープ ディスプレイテクノロジー株式会社として分社化

## 特徴

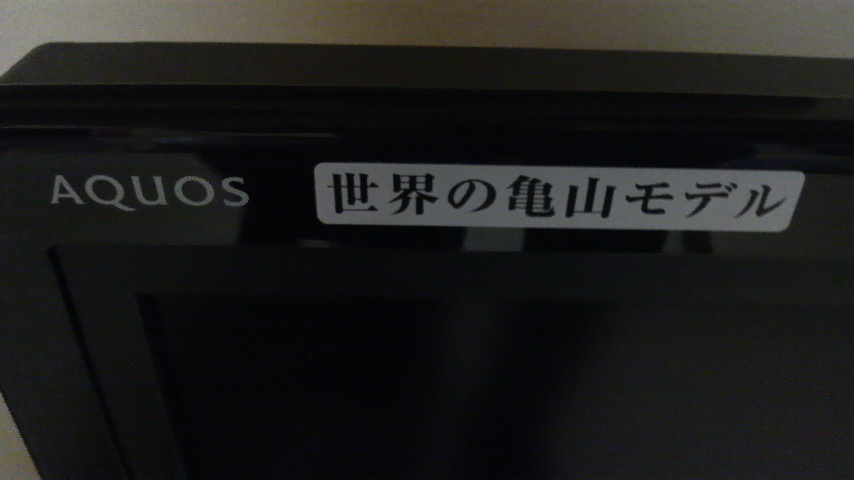
AQUOS 世界の亀山モデル

- シャープ亀山工場の特徴は、最新鋭設備による液晶テレビの一貫生産と生産設備のブラックボックス化である。前者はコスト削減に、後者は生産技術の流出防止に大きな効果があるとされた。その成功体験が堺工場の建設にもつながるが、2000年代後半には液晶ディスプレイがコモディティ化し、他社から同等以上の製品が出る中でシャープは分不相応な巨大工場を抱えて経営難に陥った。
- 三重県の誘致手法にも特徴があり、135億円の巨額補助金、計画総面積240haの広大な工業団地のオーダーメードによる造成のほか、当時三重県知事だった北川正恭のトップセールスなどが話題となった。こうした手法は、工場立地に伴う知名度の向上や経済的な波及効果を高く評価する意見がある一方、多額の税金投入の是非については論議がある。なお、亀山市は工場誘致の成功で一時的に地方交付税の不交付団体となったが、亀山第1工場の操業停止でわずか7年でふたたび交付団体に転落した。
- 敷地内の屋上や壁面への太陽電池パネルの設置や、製造過程で生じた排水の100%の再利用、雨水の空調への利用など、環境に配慮した工場としても注目を集めた。
- 本工場で生産された液晶テレビを「世界の亀山ブランド」、「亀山産」などと喧伝し、日本国内において工場名をひとつのブランドとして確立する事に成功した。
- 東海地震などに備えて免振構造の建屋になっており、2007年4月15日に三重県亀山市で発生した三重県中部地震の際にも、工場設備に被害は無く、工場の安全性が発揮できた[19]。

## 生産品目
- 大型液晶テレビ
- 大型液晶パネル
- iPhone用液晶
- IGZO